# Inonotus flammans
Inonotus flammans är en svampart som först beskrevs av Miles Joseph Berkeley, och fick sitt nu gällande namn av Ryvarden 2005. Inonotus flammans ingår i släktet Inonotus och familjen Hymenochaetaceae.   Inga underarter finns listade i Catalogue of Life.